# Sweltsa palearata
Sweltsa palearata är en bäcksländeart som beskrevs av Surdick 2004. Sweltsa palearata ingår i släktet Sweltsa och familjen blekbäcksländor. Inga underarter finns listade i Catalogue of Life.